# جون ماكباين
جون ماكباين (بالإنجليزية: John McBain)‏ هو عازف قيثارة وموسيقي أمريكي، ولد في 23 أبريل 1963 في نيوجيرسي في الولايات المتحدة.

## وصلات خارجية
- جون ماكباين على موقع ميوزك برينز (الإنجليزية)
- جون ماكباين على موقع أول ميوزيك (الإنجليزية)
- جون ماكباين على موقع ديسكوغز (الإنجليزية)